# Квантна механика
Квантна механика (такође позната као Квантна физика или Квантна теорија) је фундаментална грана теоријске физике којом су унапређене класична механика и класична електродинамика при описивању атомских и субатомских појава. Квантна физика је до сада најпотпунија микроскопска теорија која постоји за опис материје и енергије. Док је стање система у класичној физици увек одређено (нпр. ако знамо почетно стање лоптице и све силе које на њу делују, можемо израчунати где ће се лоптица налазити у било ком тренутку свог кретања), за разлику од тога стање система у квантној механици није потпуно одређено и оно се налази у квантној суперпозицији различитих стања, што значи да ће систем у датом тренутку да се налази у неком стању само са одређеном вероватноћом (нпр. у квантној механици ако бацимо лоптицу и она удари у зид, највећа вероватноћа је да ће се она одбити од зида али код квантно-механичких појава постоји вероватноћа и да ће таква квантна лоптица проћи кроз зид не оштећујући га! Такав ефекат назива се квантни тунел ефекат). Немогућност предвиђања у ком стању ће се систем наћи није ограничено само прецизношћу уређаја којима меримо, већ самом природом квантне физике која се манифестује на том микроскопском нивоу.
Квантна физика налази се у основи многих дисциплина физике и хемије, као што су физика кондензоване материје, атомска физика, молекулска физика, рачунарска хемија, физичка хемија, квантна хемија, физика честица и нуклеарна физика. Заједно са општом теоријом релативности квантна механика представља један од стубова савремене физике.
Квантна механика је предложена када су откривени неки ефекти који се нису могли објаснити законима класичне физике (нпр. атом не би могао да постоји јер би као систем електрона, протона и неутрона био јако нестабилан систем гледано из угла класичне физике). Квантна механика се постепено развијала од 1901. године почев од Макс Планковог решења проблема зрачења црног тела које је детектовано 1859. године и рада Алберта Ајнштајна из 1905. године, који говори о квантно-базираној теорији објашњења фотоелектричног ефекта који је експериментално пронађен 1887. године. Прве формулације квантне механике појављују се у средњим двадесетим годинама 20. века. Област је названа квантна механика зато што је историјски прво квантизовано само кретање честица, при чему се електромагнетно поље користило у свом класичном облику.
Овако замишљена теорија је формулисана различитим специјално изведеним математичким формалностима. У једној од њих, математичка функција, таласна функција, обезбеђује информације о амплитуди вероватноће позиције, импулса и других физичких особина честица. Формулација квантне механике преко таласних функција назива се и термином прва квантизација. Касније формулисана квантна механика преко оператора и квантне теорије поља назива се термином друга квантизација. Данас се у физици користе оба начина описивања квантних феномена у зависности од области физике и практичности примене једне од ове две формулације.
Квантна физика проналази примену у све више уређаја који срећемо у свакодневном животу. Важне примене квантне теорије су у суперпроводним магнетима, LED диодама и ласерима, као и у транзисторима и полупроводницима који се могу наћи у микропроцесору, електронском микроскопу или машинама за нуклеарну магнетну резонанцу. Такође налази примену и у многим биолошким и физичким феноменима.

## Скраћена историја
Научна истраживања о идентификовању таласне особине светлости почињу у 17. и 18. веку, када су научници Роберт Хук, Кристијан Хајгенс и Леонард Ојлер предложили теорију о таласној особини светлости, заснованој на експерименталним опажањима. Давне 1803. године, Томас Јанг, енглески научник који је владао знањем из више различитих грана науке, извео је познати експеримент са двоструким прорезом, који је касније описан у раду под насловом О природи светлости и боја . Експеримент је играо главну улогу у генералном прихватању теорије таласне карактеристике светлости.
Већ 1838. године Мајкл Фарадеј проналази катодне зраке. Ове студије пропраћене су изјавом Густава Кирхофа из 1859. године о зрачењу црног тела, такође предлогом Лудвига Болцмана да стање енергије физичких система може бити дискретно, те на крају и квантном хипотезом Макса Планка из 1900. године. Планкова хипотеза да се енергија зрачи и апсорбује у дискретним "порцијама" (односно квантима) се врло прецизно поклапа са посматраним шаблоном зрачења црног тела.
Вилхелм Вин, 1896. године емпиријски утврђује Винов закон о прерасподели зрачења црног тела. Лудвиг Болцман долази до истих закључака независно, разматрајући Максвелове једначине. Међутим, то је важило само у случају високих фреквенција. Касније, Планк исправља овај модел користећи Болцманову статистичку интерпретацију термодинамике и предлаже Планков закон, који води ка развијању квантне механике.
Пратећи Планкова решења из 1900. године о зрачењу црног тела (објављена 1859. године), Алберт Ајнштајн 1905. године образлаже квантно засновану теорију која објашњава фотоелектрични ефекат (објављен 1887). У периоду око 1900. до 1910. године, атомистика и честична теорија светлости широм су прихваћене као научне чињенице. Ове теорије могу се приказати као квантне теорије материје и електромагнетног зрачења.
Артур Комптон, сер Чандрасекхара Венката Раман и Питер Земан су били први научници који су проучавали квантни феномен, такође, имена ових научника налазе се у именима квантних ефеката. Роберт Ендру Миликен је експериментално проучавао фотоелектрични ефекат из чега је Алберт Ајнштајн извео теорију. У исто време, Нилс Бор развија теорију атомске структуре, коју је касније експериментално потврдио Хенри Мозли. Питер Деби, 1913. године врши допуну ове теорије уводећи елиптичне орбите, концепт који је већ представио Арнолд Зомерфелд. Ова фаза је још позната и као стара к-вантна теорија.
Како је Планк тврдио, енергија зрачења (Е) је сразмерна фреквенцији (ν-чита се "ни"), односно:
{\displaystyle \mathrm {E} =h*\nu }
где је {\displaystyle h} Планкова константа.
Планк је пажљиво инсистирао да је ово просто један аспект процеса апсорпције и емитовања зрачења и да нема никаквих веза са физичком реалношћу саме радијације (зрачења). У ствари, Планк је сматрао своју квантну хипотезу математичким триком како би добио одговор више неголи неким великим открићем. Било како било, већ 1905. године Алберт Ајнштајн је интерпретирао Планкову квантну хипотезу реалистички, још је искористивши како би објаснио фотоелектрични ефекат, где светло емитовано према неком материјалу може избацити електроне из тог материјала. Алберт Ајнштајн је 1921. године за свој рад, добио Нобелову награду за физику.
Ајнштајн је даље развијао своју теорију како би показао да електромагнетни талас, као што је светлост, може такође да се опише као честица (која је касније названа фотон), уз помоћ дискретног кванта енергије који је зависио од своје фреквенције.
Темељи квантне механике успостављени су током прве половине 20. века од стране следећих научника: Макс Планк, Нилс Бор, Вернер Хајзенберг, Луис де Број, Артур Комптон, Алберт Ајнштајн, Ервин Шредингер, Макс Борн, Џон фон Нојман, Пол Дирак, Енрико Ферми, Волфганг Паули, Макс фон Лауе, Фримен Дајсон, Дејвид Хилберт, Вилхелм Виен, Сатиендра Нат Бозе, Арнолд Сомерфилд и други.
У средњим двадесетим годинама 20. века, развој квантне механике постаје стандардна формулација атомске физике. У лето 1925. године, Бор и Хејзенберг су објавили резултате који су затворили стару квантну теорију. За разлику од њиховог честичног понашања у одређеним процесима и мерењима, квант светлости постаје познат под именом фотон. Из Ајнштајнових једноставних постулата настају гомиле разних дебата, теоретисања и тестирања. Тако је искрсло цело поље квантне физике, где се и даље напредује у прихватању истог на петој Солвејској Конференцији из 1927. године.
Откривено је да се субатомске честице и електромагнетни таласи понашају некад као таласи а некад као честице. Одавде настаје концепт дуалности талас-честица.
До 1930. године квантна механика је чинила јединство и формализацију радова научника Давида Хилберта, Пол Дирака и Џон фон Нојмана, одакле су се веома истицала мерења, статистичка природа нашег знања и стварности и филозофске шпекулације о "посматрачу". Одавде се прожимају и многе друге дисциплине као што је квантна хемија, квантна електроника, квантна оптика и квантна информациона наука. Такође се јављају и шпекулативне модерне дисциплине као што је теорија струна и квантне гравитационе теорије. Јавља се користан оквир који се односи на периодни систем елемената и који описује понашање атома током хемијског везивања као и протока електрона у рачунарским полупроводницима те на тај начин игра велику улогу у модерним технологијама.
Док је квантна механика конструисана како би описала субатомске честице и цео микроскопски свет атома и молекула, такође је било потребно да се објасне неки макроскопски феномени као што је суперпроводник и суперфлуиди.
Етимолошко значење речи quantum потиче из латинског језика и значи "колико велико" или "колико много". Откриће да су честице дискретни пакети енергије са таласном карактеристиком доводи до развијања гране физике која се данас бави атомским и субатомским системима, а коју данас називамо квантна механика. Она даје математички оквир многим гранама физике и хемије, узимајући у обзир и физику чврстог стања, атомску физику, молекуларну физику, рачунарску физику, рачунарску хемију, квантну хемију, физику честица, нуклеарну хемију и нуклеарну физику. Неки фундаментални аспекти ове теорије се и дан данас изучавају и развијају.
Квантна механика је веома битна у разумевању понашања система у атомским и у мањим размерама. Уколико би се физичка природа атома у потпуности описивала класичном механиком, тада електрони не би орбитирали око језгра, јер електрони који круже емитују зрачење (што је последица кружног кретања), те би временом дошло до приближавања језгру и судара са језгром због губитка енергије. Класичне теорије нису давале објашњења зашто је језгро атома стабилно.
Квантна механика је пре свега развијена како би обезбедила боља објашњења и описе атома, а посебно разлика у спектрима зрачења светлости емитоване од стране различитих изотопа истих хемијских елемената, као и субатомских честица. Укратко, квантна механика је успела дати одговоре на проблеме где класична механика и електромагнетизам нису могли.
Феномени квантне механике:
- квантизација одређених физичких особина
- квантно уплитање
- релације неодређености
- принцип дуалности талас-честица

## Увод
Израз квант (од латинског quantum (множина quanta) = количина, мноштво, свота, износ, део) односи се на дискретне јединице које теорија приписује извесним физичким величинама као што су енергија и момент импулса (угаони момент) атома као што је показано на слици. Откриће да таласи могу да се простиру као честице, у малим енергијским пакетима који се називају кванти довело је до појаве нове гране физике која се бави атомским и субатомским системима а коју данас називамо Квантна механика. Темеље квантној механици положили су у првој половини 20. века Вернер Хајзенберг, Макс Планк, Луј де Број, Нилс Бор, Ервин Шредингер, Макс Борн, Џон фон Нојман, Пол Дирак, Алберт Ајнштајн, Волфганг Паули и бројни други познати физичари 20. века. Неки базични аспекти квантне механике још увек се активно изучавају.
Квантна механика је фундаменталнија теорија од класичне Њутнове механике и класичног електромагнетизма, у том смислу да обезбеђује прецизније објашњење које класичне теорије једноставно не могу да објасне на атомском и субатомском нивоу. Квантна механика је неопходна да би се објаснило понашање система реда атома или мањег, али се квантно-механички ефекти као што је суперпозиција испољавају и на већим системима. На пример, ако би Њутнова механика објашњавала понашање атома, електрони би брзо ишли према језгру и сударали би се са њим. Међутим, у природи електрони остају у стабилним орбитама око језгра, на први поглед пркосећи класичном електромагнетизму.
Квантна механика је у почетку развијена да би се објаснио атом, посебно спектар светлости који су емитовали различите врсте атома. Квантна теорија атома је извела објашњење за останак електрона у својој орбити, што није могло бити објашњено Њутновим законима кретања и класичним електромагнетизмом.

## Теорија
Постоје бројне математички еквивалентне формулације квантне механике. Једна од најстаријих и најчешће коришћених је трансформациона теорија коју је предложио Пол Дирак а која уједињује и уопштава две раније формулације, матричну (коју је увео Вернер Хајзенберг) и таласну (коју је формулисао Ервин Шредингер).

### Математичка формулација
У математички ригорозној формулацији квантне механике, коју су развили Пол Дирак и Џон фон Нојман, могућа стања квантног система су представљена јединичним векторима (познатим као „вектори стања") настањеним у комплексном сепарабилном Хилбертовом простору (познатом под именом „простор стања"), дефинисаном до на комплексни број јединичне норме (фазни фактор). Другим речима, могућа стања су тачке у пројективном простору. Конкретна природа овог Хилбертовог простора зависи од система; на пример, простор стања за стања положаја и импулса је простор квадратно-интеграбилних функција, док је простор стања за спин једног протона само производ две комплексне равни. Свака опсервабла је представљена хермитским оператором чији је домен густ у простору стања у коме он делује. Свако својствено стање опсервабле одговара својственом вектору оператора, а придружена својствена вредност одговара вредности опсервабле у датом својственом стању. Уколико је спектар оператора дискретан, опсервабла може да има само дискретне вредности из датог спектра.
Временска еволуција квантног стања је описана Шредингеровом једначином, у којој је Хамилтонијан оператор који генерише временску еволуцију. Временски зависна Шредингерова једначина, у Дираковој бра-кет нотацији је:
{\displaystyle i\hbar {\frac {\partial \vert \Psi \rangle }{\partial t}}={\hat {H}}\vert \Psi \rangle .}
Објекат у десној загради (кет), представља апстрактни вектор из Хилбертовог простора. У координатној репрезентацији на месту апстрактног вектора би се нашла функција {\displaystyle \Psi ({\vec {x}},t)}, где таласна функција заправо представља компоненте вектора у континуалном координатном базису {\displaystyle \vert {\vec {x}}\rangle } нормираном на делта функцију: {\displaystyle \langle x'\vert x\rangle =\delta ({\vec {x}}-{\vec {x}}')}. Уколико Хамилтонијан не зависи експлицитно од времена, Шредингерова једначина се своди на решавање својственог проблема Хамилтонијана, где су својствене вредности енергије одговарајућих енергетских нивоа:
{\displaystyle {\hat {H}}\vert \Psi \rangle =E\vert \Psi \rangle .}
Унутрашњи производ два вектора стања је комплексан број познат као амплитуда вероватноће. Током мерења, вероватноћа да систем пређе из датог почетног стања у дато крајње стање је одређена квадратом норме амплитуде вероватноће. У координатној репрезентацији густина вероватноће да се систем нађе у одређеној тачки {\displaystyle {\vec {x}}} у тренутку {\displaystyle t_{0}} дата је са:
{\displaystyle p({\vec {x}})={\vert \Psi ({\vec {x}},t_{0})\vert }^{2}.}
Ово правило за добијање вероватноћа из амплитуда познато је као Борново правило. Могући исходи мерења су својствене вредности оператора - што објашњава избор хермитских оператора чије су све својствене вредности реалне. Расподела вероватноће за опсерваблу у датом стању се налази спектралним разлагањем њој одговарајућег оператора. Хајзенбергове релације неодређености су представљене тврђењем да оператори извесних опсервабли не комутирају. Свако квантно стање увек може бити окарактерисано скупом квантних бројева, који су својствене вредности опсервабли које међусобно комутирају (комплетан скуп компатибилних опсервабли).
Шредингерова једначина се односи на целу амплитуду вероватноће, а не само на њену норму. Док норма амплитуде вероватноће садржи информацију о вероватноћама, њена фаза садржи информацију о интерференцији између квантних стања. Ово је узрок таласном понашању квантних стања.
Испоставља се да егзактна аналитичка решења Шредингерове једначине постоје само за мали број моделних хамилтонијана, од којих су квантни хармонијски осцилатор, честица у кутији, јон молекула водоника и атом водоника најважнији представници. Чак и атом хелијума, који има само један електрон више од атома водоника, пркоси свим покушајима потпуног аналитичког третмана. Постоји више техника за добијање приближних решења. На пример, у методу познатом као теорија пертурбације користе се аналитички резултати једноставног квантног модела да би се добили резултати компликованијег модела који се од једноставног модела разликује у, на пример, додатку слабе потенцијалне енергије. Још један метод је „семи-класична“ апроксимација која се користи код система код којих квантни ефекти производе мала одступања од класичног понашања. Одступања се могу израчунати на основу класичног кретања. Овај приступ је важан у области квантног хаоса.
Алтернативна формулација квантне механике је преко Фајнманових интеграла по трајекторијама, у којој је квантно-механичка амплитуда сума по свим могућим квантним трајекторијама између почетног и крајњег стања; ово је кванто-механички аналогон принципа најмањег дејства у класичној механици.

## Примене
Квантна механика успева изванредно успешно да објасни бројне физичке појаве у природи. На пример особине субатомских честица од којих су сачињени сви облици материје могу бити потпуно објашњене преко квантне механике. Исто, комбиновање атома у стварању молекула и виших облика организације материје може се доследно објаснити применом квантне механике из чега је израсла квантна хемија, једна од дисциплина физичке хемије. Релативистичка квантна механика, у принципу, може да објасни скоро целокупну хемију. Другим речима, нема појаве у хемији која не може да буде објашњена квантномеханичком теоријом.

### Примене у електроници
Многи модерни електронски уређаји су дизајнирани користећи принципе квантне механике.Један од примера је ласер, транзистор(као и микрочип),електронски микроскоп и магнетна резонанца. Такође је допринела проучавању полупроводника, диода и транзистора, који су неизоставни део модерних електронских система, рачунара и телекомуникационих уређаја. Налази примену и код светлећих диода.
Многи електронски уређаји обављају своје функције користећи Тунел ефекат. Квантна механика проналази примену и у најобичнијем светлосном прекидачу. Заправо, прекидач не би могао да ради да се не врши тунеловање електрона кроз слој оксидације на металној контактној површини. Флеш меморија (USB меморијски чип) такође користи Тунел ефекат да би се избрисала меморија.

### Примене у Криптографији
Истраживачи тренутно траже робусне методе директног манипулисања квантним стањима. Напори се улажу како би се у потпуности развила квантна криптографија, која ће по теорији омогућити гарантовану безбедност у преносу информација.

### Квантно рачунарство
Један од амбициознијих циљева јесте развој и имплементација квантног рачунара, који одређене рачунарске задатке може обављати брже. Уместо коришћења класичних битова, квантни рачунар користи квантне битове или кубитове (или кјубитове) који могу да се нађу у стању суперпозиције. Још једна активна истраживачка тема је квантна телепортација, која се суочава са техникама слања квантних информација на произвољним даљинама.

### Квантна теорија
Квантна теорија такође обезбеђује прецизне описе за претходно наведене али необјашњене феномене, као што је зрачење црног тела и орбитална стабилност електрона у атому. Такође даје увид у рад различитих биолошких система, укључујући и рецепторе мириса и протеинске структуре. Али ипак класична физика може често дати боље апроксимације резултата неголи што то може квантна механика и то када имамо велики број честица или велике квантне бројеве. Како су квантне формуле много једноставније и лакше за рачунарско обрађивање, класичне апроксимације се користе и преферирају када је систем довољно велики тако да се ефекат квантне механике занемарује.

## Филозофске последице
Због бројних резултата који противурече интуицији квантна механика је од самог заснивања иницирала бројне филозофске дебате и тумачења. Протекле су деценије пре него што су били прихваћени и неки од темеља квантне механике попут Борновог тумачења амплитуде вероватноће.
Копенхагеншка интерпретација остаје углавном прихваћена од стране физичара и после скоро 100 година од њеног објављивања. На основу ове интерпретације, природа вероватноће квантне механике није привремена одлика која ће постепено бити замењена детерминистичком теоријом, већ је процес мерења неунитарни процес у ком класични систем (мерни апарат) интереагује са квантним стањем и доводи до редукције таласног вектора. Уколико се прихвати неки облик реализма у филозофији науке, јавља се проблем дистинкције између класичног и квантног система, јер су класични системи такође формирани од објеката за које најадекватнији опис долази из квантне механике. Други проблем настаје у примени квантне механике у космологији, где је систем који се анализира цели универзум, где постаје бесмислено говорити о посматрачу који врши мерења над ансамблом универзума. Због тога је дошло до развоја формулације конзистентних историја, у чему су учествовали Омнес, Гел-Ман, Грифитс и други. Ова формулација се често сматра пост-еверетовском због духа у ком је формулисана, иако по речима Гел-Мана представља рашчишћавање непрецизности у оквиру копенхагенске интерпретације.
Алберт Ајнштајн, као један од оснивача квантне теорије, није прихватио неке од филозофских или метафилозофских тумачења квантне механике као што је одбијање детерминизма. Он је цитиран на следећи начин, "Бог се не игра коцкама". Он је одбио концепт да стање физичког система зависи од експерименталних споразума за процесе мерења. Он је држао до тога да се стање природе јавља по свом нахођењу, без обзира да ли се опажа или на који начин се може опазити. Са те тачке гледишта он је подржан тренутно прихваћеном дефиницијом квантног стања, која остаје инваријантна произвољним избором конфигурације простора за његову репрезентацију.

## Историја
Да би објаснио спектар зрачења које емитује црно тело Макс Планк је 1900. године увео идеју о дискретној, дакле, квантној природи енергије. Да би објаснио фотоелектрични ефекат Ајнштајн је постулирао да се светлосна енергија преноси у квантима који се данас називају фотонима. Идеја да се енергија зрачења преноси у порцијама (квантима) представља изванредно достигнуће јер је тиме Планкова формула зрачења црног тела добила коначно и своје физичко објашњење. Године 1913. Бор је објаснио спектар водониковог атома, опет користећи квантизацију овог пута и угаоног момента. На сличан начин је Луј де Број 1924. године изложио теорију о таласима материје тврдећи да честице имају таласну природу, употпуњујући Ајнштајнову слику о честичној природи таласа.

### Хронологија утемељивачких експеримената
- 1805: Томас Јунгов експеримент са двоструким прорезом којим је демонстрирана таласна природа светлости.
- 1896: Анри Бекерелов проналазак радиоактивности.
- 1897: Џозеф Џон Томсоново откриће електрона и његовог негативног наелектрисања у експериментима са катодном цеви.
- 1850-1900: Испитивање зрачења црног тела које није могло да се објасни без квантног концепта.
- 1905: Фотоелектрични ефекат: Ајнштајново објашњење ефекта (за шта је и добио Нобелову награду за физику) увођењем концепта фотона, честице светлости са квантираном енергијом.
- 1909: Роберт Миликенов експеримент са капљицама уља који је показао да је електрично наелектрисање јавља у дискретним (квантованим) порцијама.
- 1911: Радерфордов оглед са расејањем алфа честица на златној фолији којим је напуштен атомски модел „пудинга од шљива“ у којем је сугерисано да су маса и наелектрисање атома униформно распоређени по запремини атома.
- 1920: Штерн-Герлахов експеримент којим је демонстрирана квантна природа спина честице.
- 1927: Клинтон Дејвисон и Лестер Џермер (Lester Germer) показују таласну природу електрона[16] у експерименту дифракције електрона.
- 1955: Клајд Кован (Clyde L. Cowan) и Фредерик Рајнес потврђују постојање неутрина у неутринском експерименту.
- 1961: Јенсонов (Claus Jönsson) експеримент са расејањем електрона на двоструком прорезу.
- 1980: Клаус фон Клицингово (Klaus von Klitzing) откриће квантног Холовог ефекта. Квантна верзија Холовог ефекта омогућила је дефиницију новог стандарда за електрични отпор и врло прецизно независно одређивање вредности константе фине структуре.